# Лужки (Ярославская область)
Лужки — деревня в Борисоглебского района Ярославской области. Входит в состав Инальцинского сельского поселения.

## История
В 1965 г. Указом Президиума ВС РСФСР деревня Брюхачево переименована в Лужки.

## Население
| 2007 | 2010 |
| ---- | ---- |
| 3    | →3   |